# ベイツ大学
ベイツ大学（英語: Bates College）は、メイン州ルイストンに本部を置くアメリカ合衆国の私立大学。1855年創立、1855年大学設置。

## 概要
ベイツ大学は、全米トップレベルのリベラル・アーツ・カレッジである。アイビー・リーグレベルの教育を少人数で提供するといわれる、リトル・アイビーの一校。ヒドゥン・アイビーとも呼ばれる。
学生数は約1,800人と少なく、学生と教員の比率は10対1であるなど、リベラルアーツならではの少数精鋭教育を徹底している。
全米で最も古くに男女共学化した大学の一つであり、以降、性別、人種、宗教などを問わず多くの生徒を受け入れる等、アメリカの良心を強く意識している。
受験生の合格率は約12％と低く、入学者の約68％は高校の成績がトップ10％より上であるなど、入学は大変困難である。なお、米国でも増えつつある、入試にSATやACTのスコアを必須としない「テスト・オプショナル」と呼ばれる方式を採用した大学の先駆けの一つである。
Forbes誌のリベラル・アーツ・カレッジのランキングにおいて、2018年、ベイツ大学は、8位とされている。

## 教育
ベイツ大学では、ほぼ全ての教員がPh.Dを保持しており、その質の高さを維持するために、毎年査定される教員資格も大変厳しいといわれている。
学生の3分の2は、海外の教育機関において勉強をする機会が与えられ、1セメスターごとに約300人の学生が留学している。スポーツは、あまり盛んではないが、学生数に比べて大きな敷地にグランドや屋内施設を持ち、同好会的な活動は、盛んである。ディベートの学生コンテストなどでは、幾度も全米優勝している。
大学の教育方針のなかに社会貢献があげられており、ボランティア活動なども積極的である。
全学生の約40%はインターンシップに参加し、卒業生の3分の2は10年以内に上級の教育機関（大学院、MBAなど）へ進学する。
米国で最も権威ある奨学金制度の一つとされるフルブライト奨学金制度において、ベイツ大学は、2017ー18年度に受給者数全米1位になった。
ベイツ大学はその教育の特異性などから、2005年の『プリンストンレビュー』において、"ベストカレッジ"ランキング1位に選ばれた。

## キャンパスライフ
学生数に対して敷地面積が109エーカーと広大であり、キャンパス内に独自のコンサートホールや美術館などを併設している。ほぼ全ての生徒がキャンパス内の寮に住んでおり、特に一年生の間は寮生活が義務付けられている。
学生運営のクラブ活動も盛んであり、ラジオ番組、音楽活動、スポーツなどを含む約90の組織が運営されている。ベイツ大学は2011年、全米でもっとも費用の高い大学に指定されたが、多額の寄付金を基にした奨学金制度により、生徒の約半数が奨学金を受給している。

## 日本との関わり
第二次世界大戦前後の日本の外交官で、戦後に日本放送協会解説委員などを務めた外交評論家の平沢和重がその没後、故人の遺志により次代の若者を育てるべく『平沢和重奨学基金』が設立され、日本から本大学への留学生を派遣するなどして現在に至っている。

## 大学関係者
主要記事：w:List of Bates College people